# Przestrzeń lokalnie zwarta
Przestrzeń lokalnie zwarta – przestrzeń topologiczna, która lokalnie wygląda jak przestrzeń zwarta. Ściśle mówiąc, przestrzeń topologiczna {\displaystyle (X,\tau )} jest lokalnie zwarta jeśli każdy punkt {\displaystyle x\in X} ma bazę otoczeń złożoną ze zbiorów warunkowo zwartych.

## Przykłady
Następujące przestrzenie topologiczne są lokalnie zwarte:
- odcinek domknięty {\displaystyle [0,1],} zbiór Cantora i ogólniej każda przestrzeń zwarta,
- prosta rzeczywista {\displaystyle \mathbb {R} } i ogólniej każda z przestrzeni euklidesowych {\displaystyle \mathbb {R} ^{n},}
- każda przestrzeń dyskretna.

Następujące przestrzenie nie są lokalnie zwarte:
- przestrzeń liczb wymiernych {\displaystyle \mathbb {Q} } z topologią podprzestrzeni {\displaystyle \mathbb {R} ,}
- przestrzeń Baire’a {\displaystyle \mathbb {N} ^{\mathbb {N} },}
- przestrzeń liczb niewymiernych {\displaystyle \mathbb {R} \setminus \mathbb {Q} } z topologią podprzestrzeni {\displaystyle \mathbb {R} } (będąca homeomorficzna z przestrzenią Baire’a),
- przestrzeń {\displaystyle \{(0,0)\}\cup \{(x,y)\in \mathbb {R} ^{2}:y>0\}} (z topologią podprzestrzeni płaszczyzny).

## Własności
- Jeśli {\displaystyle X} jest przestrzenią T2, to

{\displaystyle X} jest przestrzenią lokalnie zwartą wtedy i tylko wtedy, gdy każdy punkt {\displaystyle x\in X} ma otoczenie zwarte.
- Każda lokalnie zwarta przestrzeń Hausdorffa jest całkowicie regularna.
- Całkowicie regularna przestrzeń {\displaystyle X} jest lokalnie zwarta wtedy i tylko wtedy, gdy jest ona otwartą podprzestrzenią swego uzwarcenia Čecha-Stone’a {\displaystyle \beta X.}
- Każda lokalnie zwarta przestrzeń Hausdorffa jest zupełna w sensie Čecha.
- Niezwarte, lokalnie zwarte przestrzenie Hausdorffa, to są dokładnie te przestrzenie których uzwarcenie jednopunktowe jest T2.
- Zarówno otwarte, jak i domknięte podprzestrzenie lokalnie zwartej przestrzeni Hausdorffa są lokalnie zwarte.
- Jeśli {\displaystyle (X,\tau )} jest lokalnie zwartą przestrzenią T2, {\displaystyle U\in \tau } oraz {\displaystyle Z\subseteq U} jest zwarty, to istnieje zbiór otwarty {\displaystyle V\in \tau } taki, że {\displaystyle Z\subseteq V\subseteq \mathrm {cl} (V)\subseteq U} oraz {\displaystyle \mathrm {cl} (V)} jest zwarte.
- Na lokalnie zwartej grupie topologicznej można określić miarę (lewostronnie) niezmienniczą na działanie grupowe i mierzącą wszystkie elementy σ-ciała generowanego przez zbiory zwarte; jest to tzw. miara Haara.